# Abbaye Sainte-Irmine
L’abbaye Sainte-Irmine est une ancienne abbaye bénédictine féminine dont les bâtiments subsistent à Trèves, au lieu-dit Oeren, dans le quartier Mitte-Gartenfeld (de), le long de la Moselle, et correspondent, pour l'église à la collégiale Sainte-Irmine, et pour les bâtiments aux Vereinigte Hospitien (hospices unis).

## Histoire
La propriété située le long de la Moselle où le trafic fluvial était fourni à l'époque romaine, et qui abritait d'anciennes granges (latin : horrea, d'où vient le toponyme Oeren) est donnée par Dagobert Ier à  l'archevêque Modoald. Un monastère Sainte-Marie y est fondé en 645 - 659 sous l'égide de Modesta, la première abbesse, une proche de Modoald, à laquelle succèdera Irmine, de la lignée des Hugobertides, deuxième abbesse, jusqu'en 704. Alors que le monastère suivait sans doute la règle de saint Colomban, il est probable que dès le VIIIe siècle la communauté ait été rattachée aux bénédictines, même si cela n'est attesté que dans un document de 953. 
Nuisible à la qualité du monastère, sans doute, est le fait que sa gestion se transmettait de famille noble en famille noble, comme c'était aussi le cas des abbayes Saint-Maximin et Saint-Martin. En 966, Othon Ier soumet l'abbaye à la juridiction de l'archevêque de Trèves,, en échange de la collégiale Saint-Servais de Maastricht. Othon III confirmera cette décision, tout en accordant au monastère le droit d'élection de son abbesse. 
En 1148-1152, le monastère est réformé à l'initiative du pape Eugène III, sous le contrôle de l'archevêque Albéron de Montreuil, avec l'aide de l'abbé Richard de Springiersbach et devient un couvent de  sœurs de chœur suivant la règle de saint Augustin. Quelques religieuses récalcitrantes demandèrent à Adrien IV le droit de vivre sous la règle bénédictine, ce qui ne leur fut pas accordé. Mais dès la fin du XIIe siècle, le monastère revient sous la juridiction de l'archevêque de Trèves,, Jean Ier. 
En 1495, sous l'influence de l'abbesse de Marienberg (de), Isengard de Greiffenklau, une nouvelle réforme fait revenir le monastère dans l'ordre bénédictin dans le cadre de la congrégation de Bursfelde, en lien étroit avec l'abbaye Saint-Matthias. 
Au XVIIIe siècle, d'importantes restructurations des bâtiments sont effectuées : une aile ouest est édifiée vers 1740 par Caspar Kretschmar, à l'époque de l'abbesse Marie von der Beeck ; en 1768, Jean Antoine élève une église baroque sous le titre de Sainte-Irmine. En 1794, l'avancée des troupes françaises révolutionnaires vient bousculer la vie de l'abbaye.
En 1802, l'abbaye est désaffectée dans le cadre de la sécularisation des biens ecclésiastiques dans les départements de la rive gauche du Rhin. Par décret de Napoléon en 1804, sont fondés les Vereinigte Hospitien qui doivent réutiliser divers anciens couvents religieux comme hospices pour les malades (une cinquantaine de lits) et les soldats blessés (une centaine de lits). Les premiers blessés et malades sont d'abord recueillis dans l'ancien monastère Sainte-Catherine, et seulement à partir de 1806 dans Sainte-Irmine. En avril 1811, grâce à la médiation de l'archevêque Charles Mannay, des religieuses borroméennes prennent en main le service des malades de Sainte-Irmine. En 1819, le gouvernement prussien dispense les Vereinigte Hospitien de garder 100 lits pour les militaires. Dans les divers bâtiments, ont été accueillis au long des XIXe et XXe siècles, des malades, des vieillards, des orphelines, des enfants sourds.
En décembre 1944, l'ensemble est presque complètement détruit et sera reconstruit après 1945 : le bombardement de Trèves les 19 et 21 décembre 1944 a non seulement détruit l'église et presque tous les bâtiments, mais a tué 71 employés des hôpitaux, dont 19 religieuses borroméennes ; on estimait les dégâts à 10,7 millions de marks (en 1945). 
C'est dans les années 1960 que l'ensemble des bâtiments a été enfin reconstruit, à l'exception de l'église néo-gothique, démolie en 1967 ; en revanche, il avait été décidé de reconstruire la collégiale baroque, dont la guerre n'avait laissé que les parois, et de restaurer la tour romane, vestige de la précédente église Sainte-Irmine.

## Bâtiments

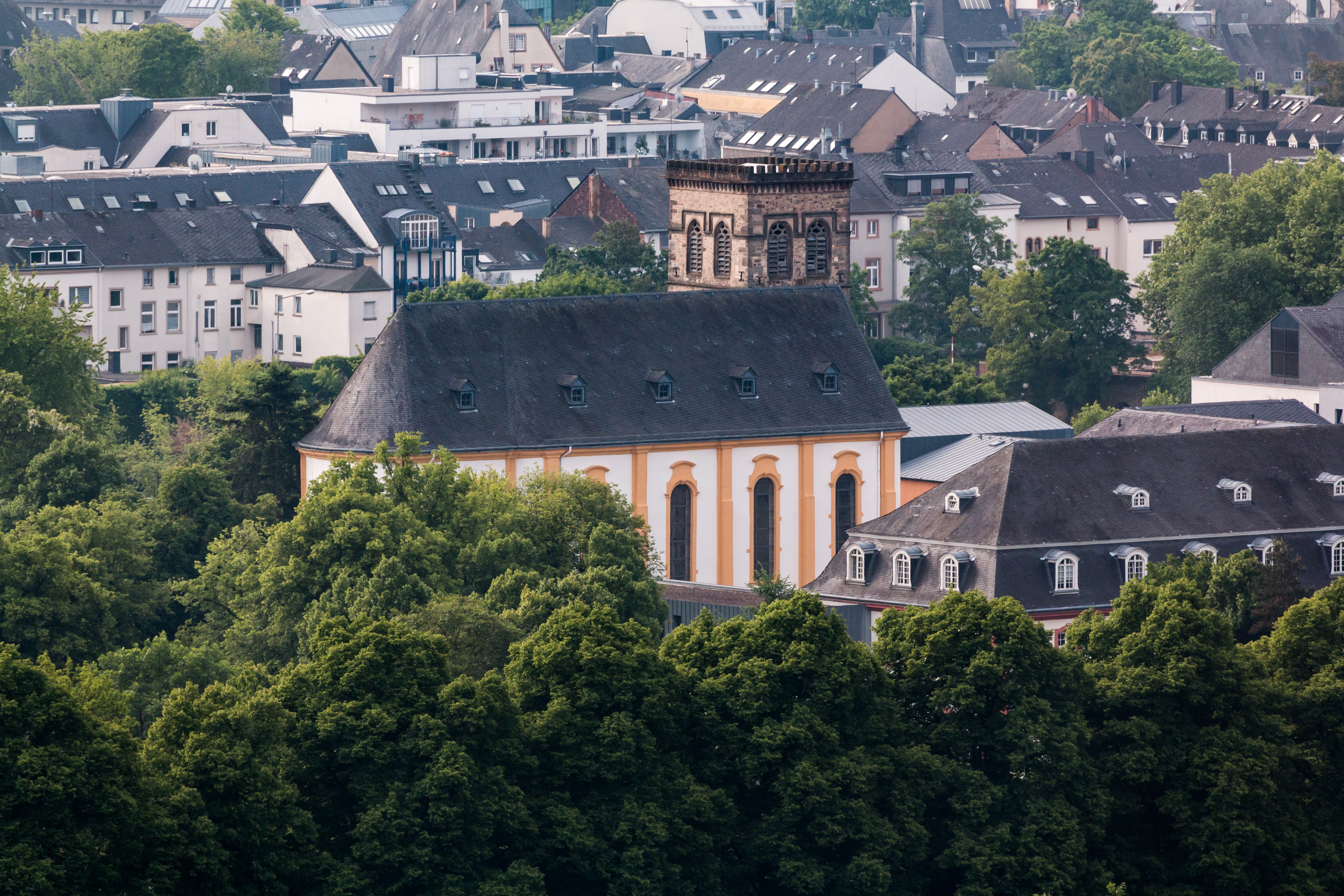
Ancienne abbaye, vue d'ensemble de l'aile ouest et de la collégiale baroque.
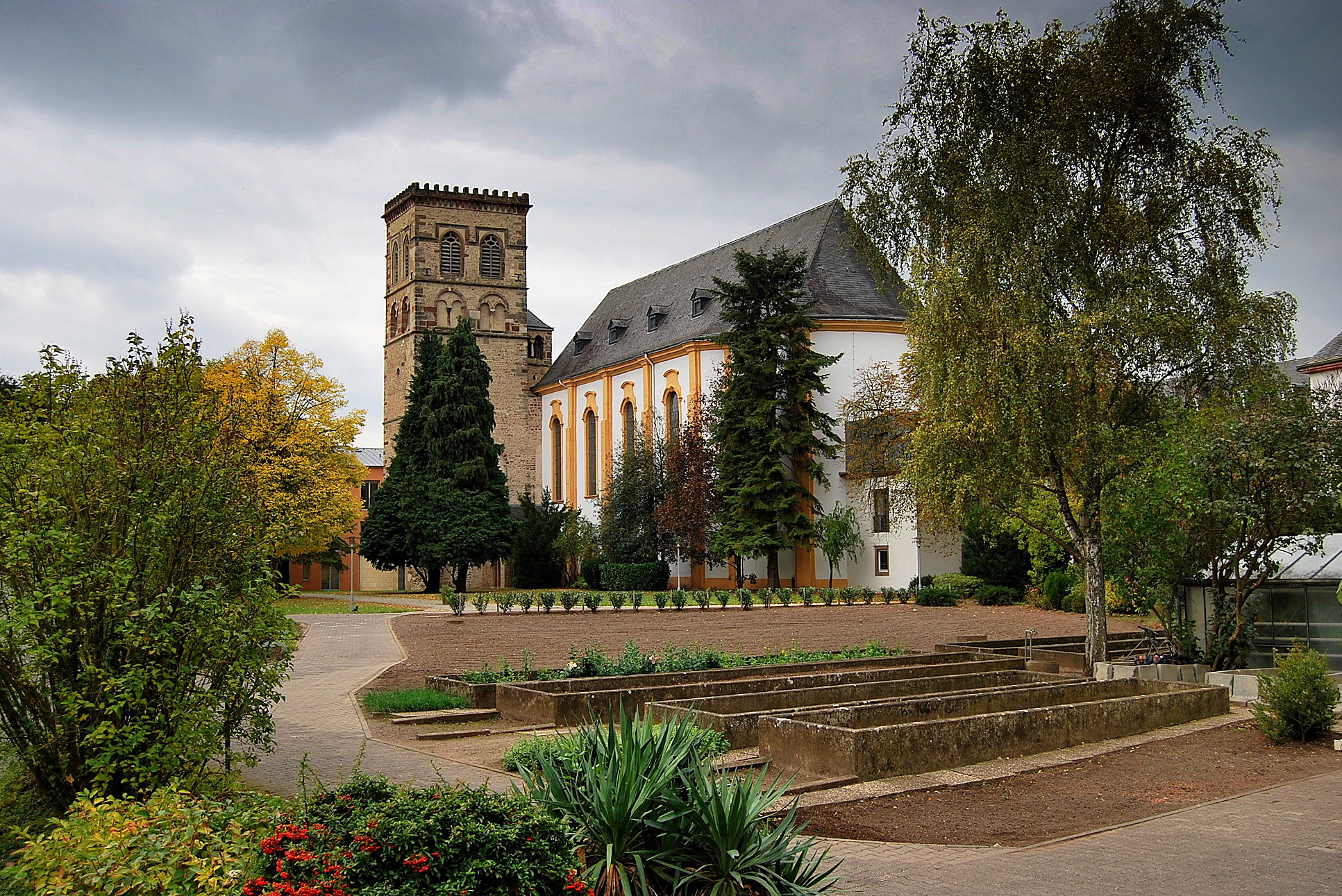
Collégiale baroque, édifiée par Jean Antoine (1768) et clocher roman.
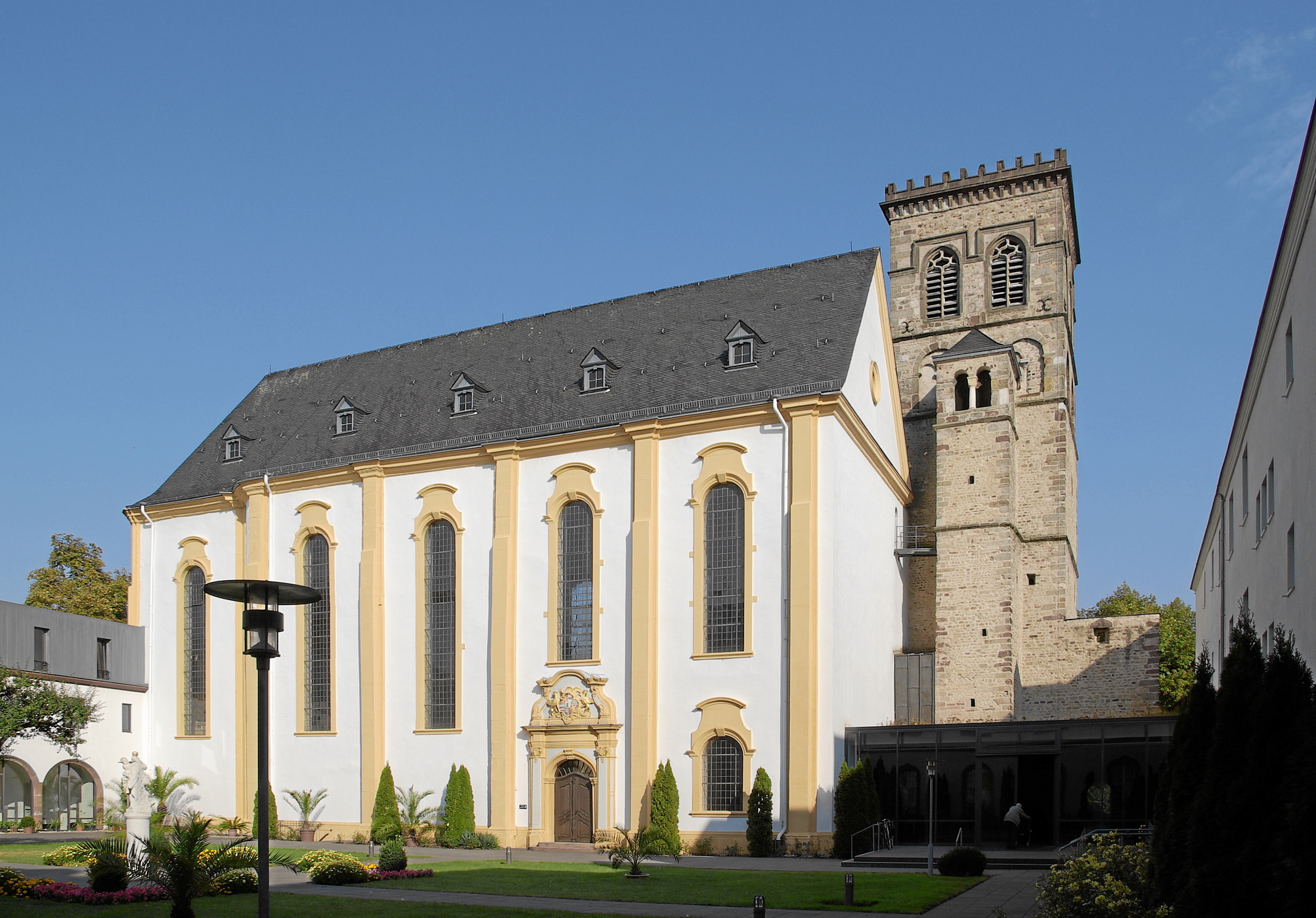
Collégiale baroque et clocher roman Saint-Willibrord.
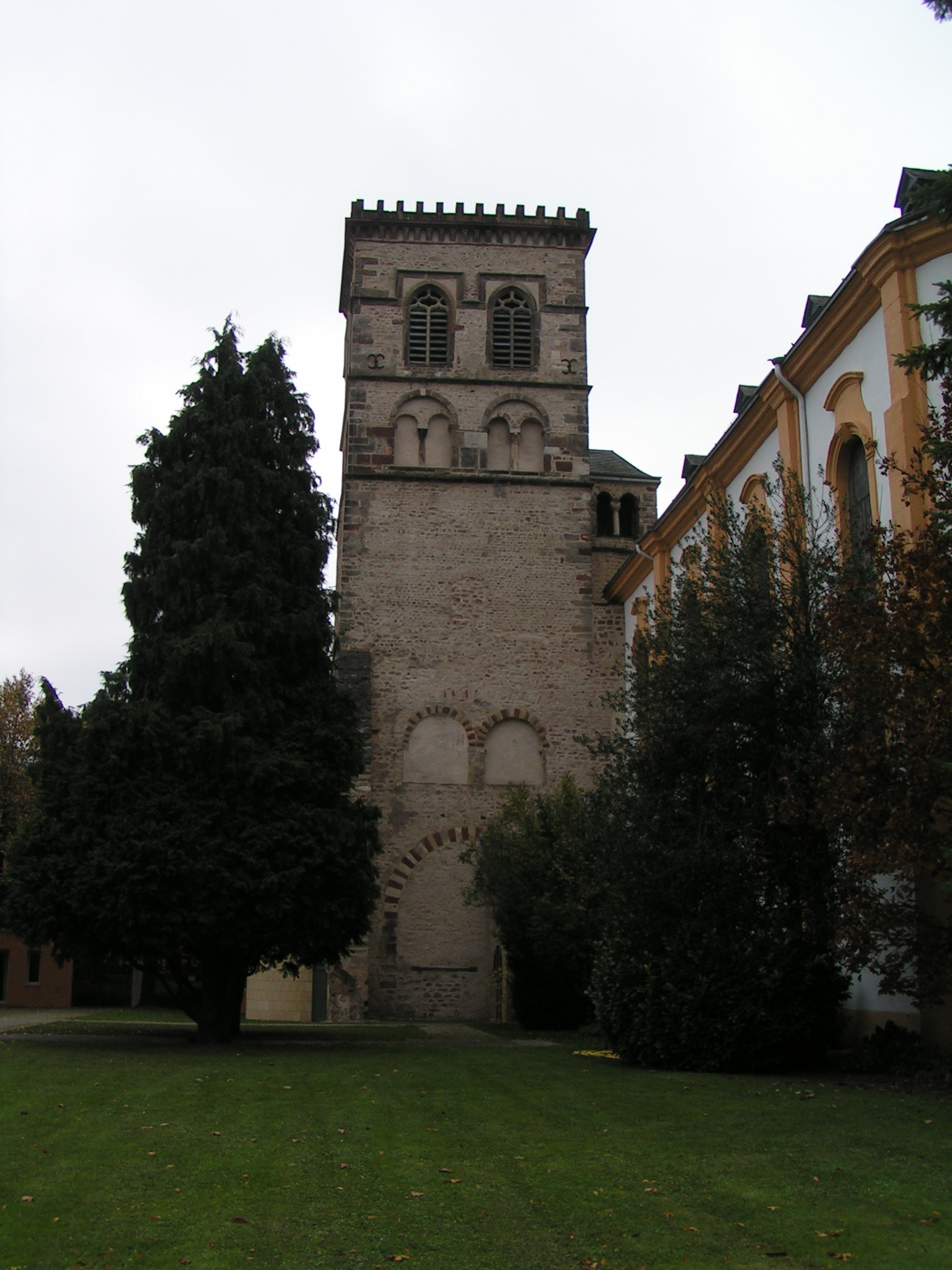
Clocher roman.
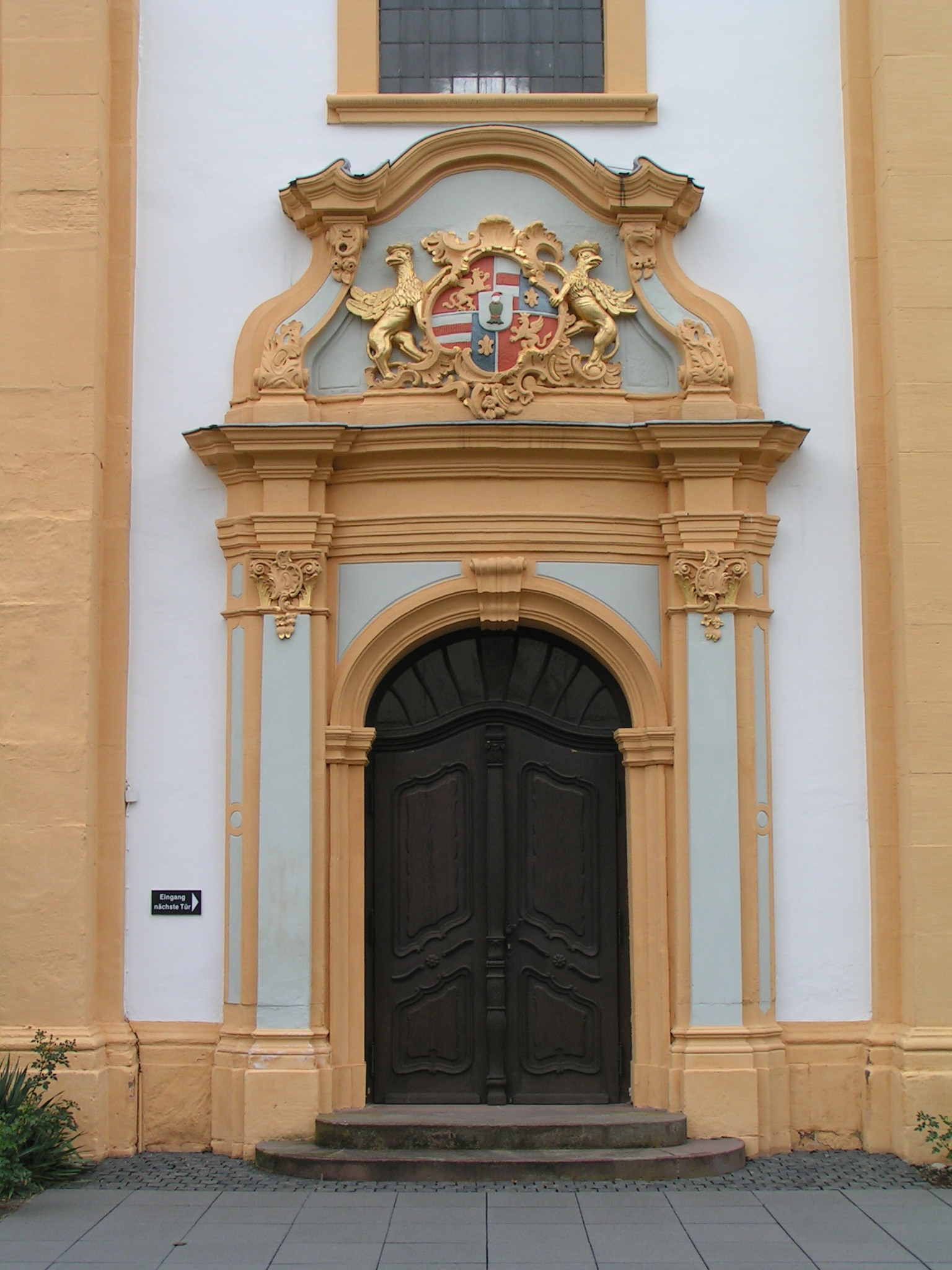
Collégiale baroque, portail.
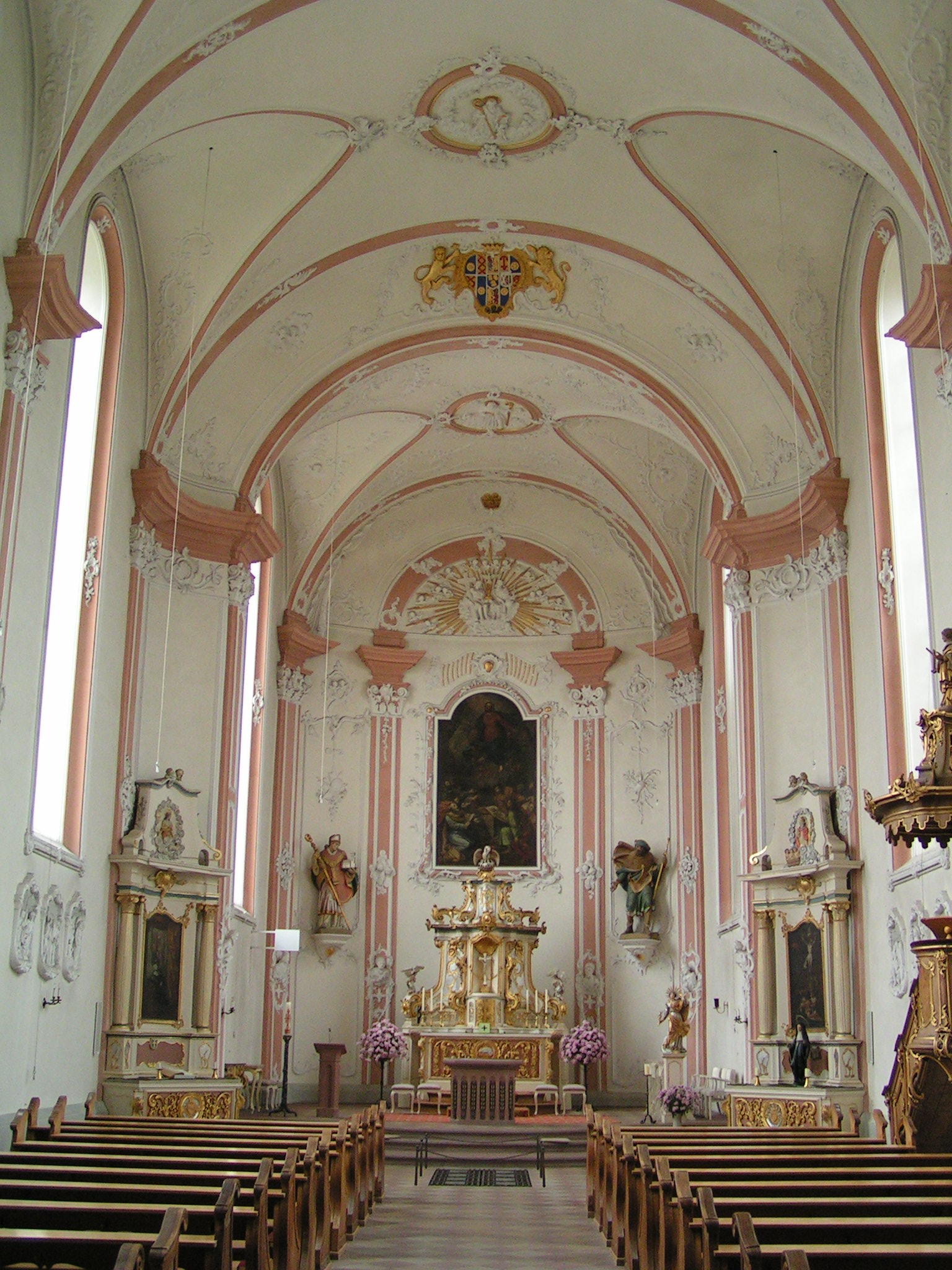
Collégiale baroque, vue intérieure de la nef.
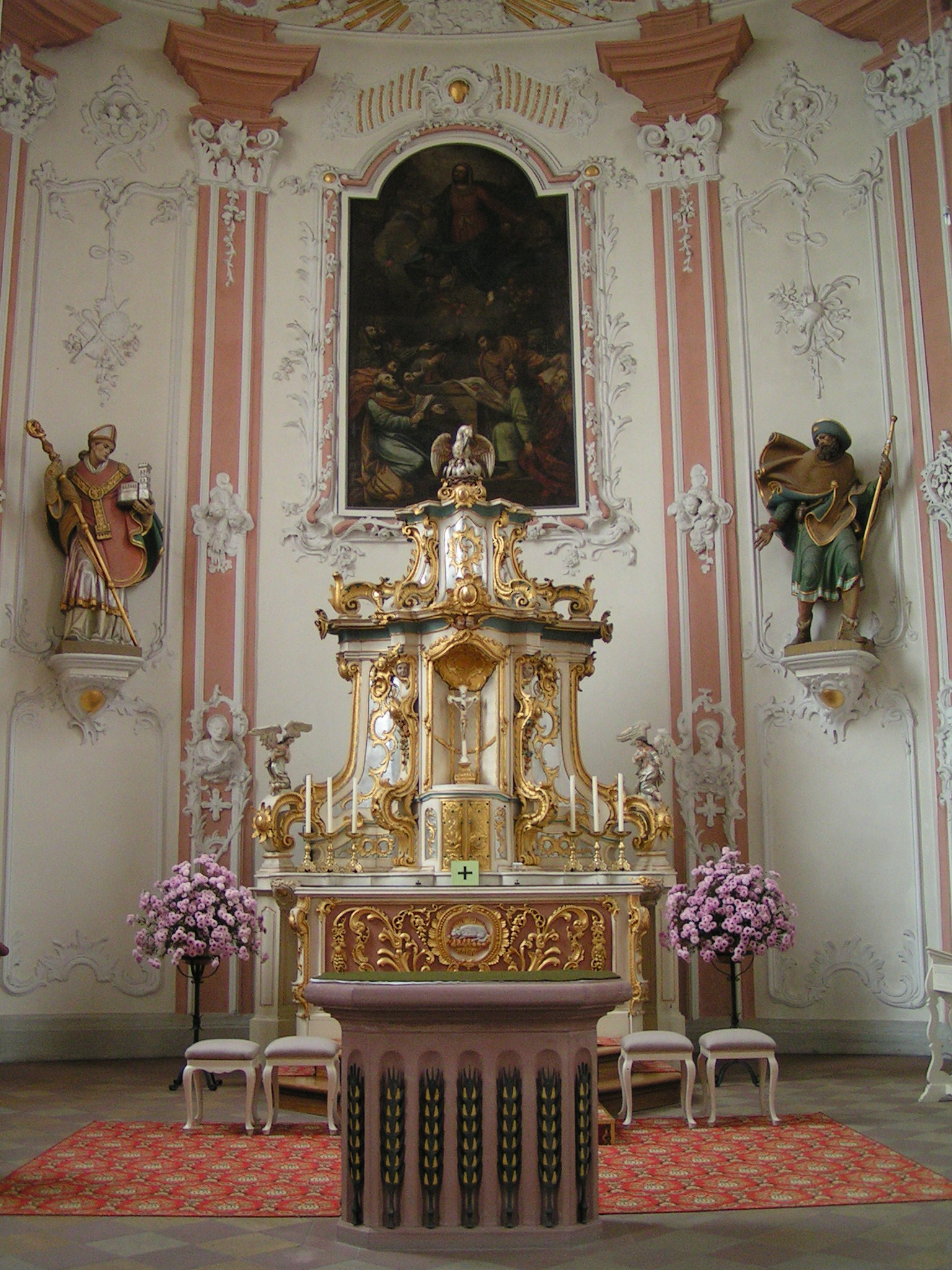
Collégiale baroque, autel majeur, retable avec tableau de l'Assomption, statues de saint Roch et saint ?
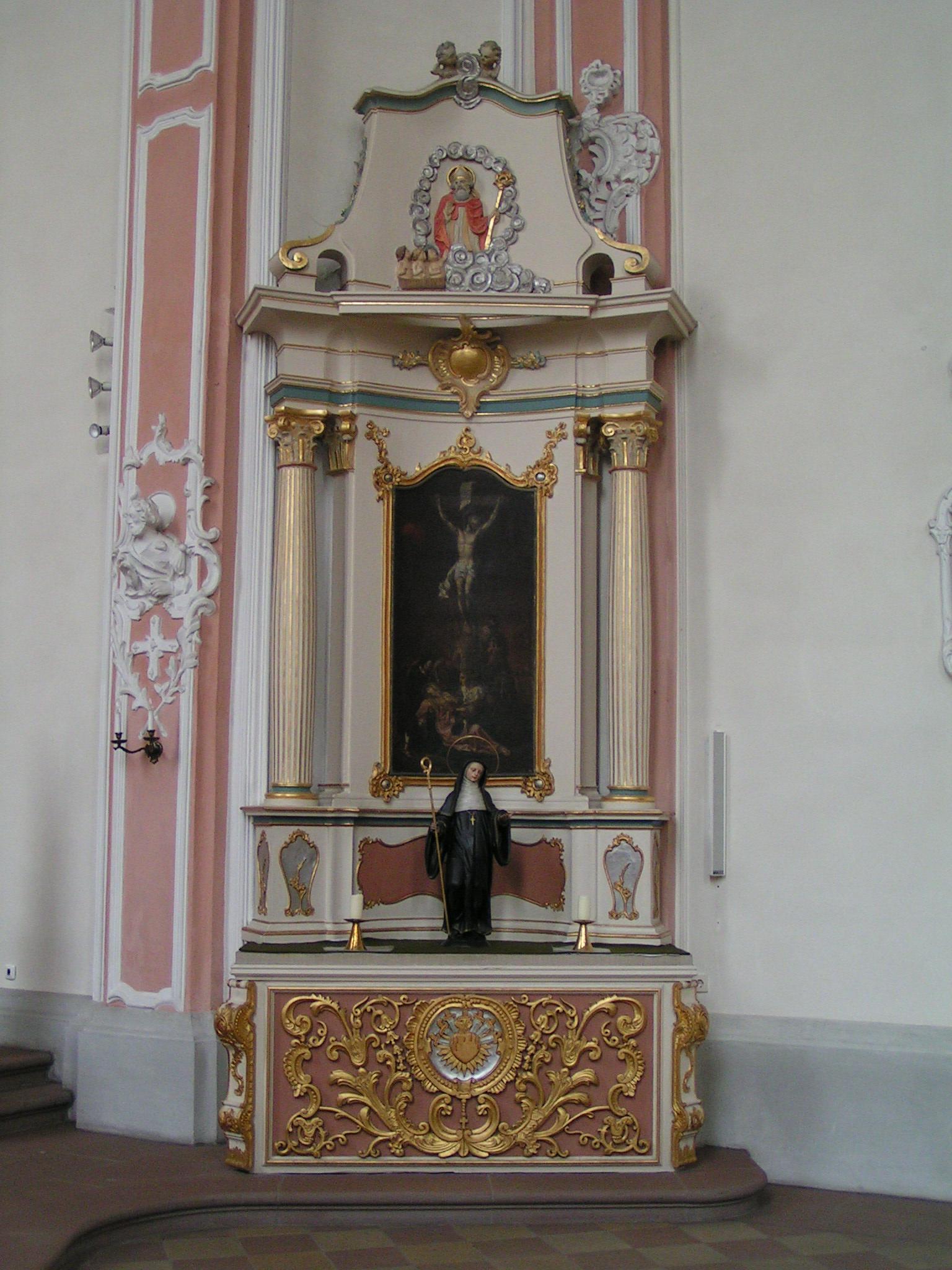
collégiale baroque, autel mineur de droite, statue de sainte Irmine.
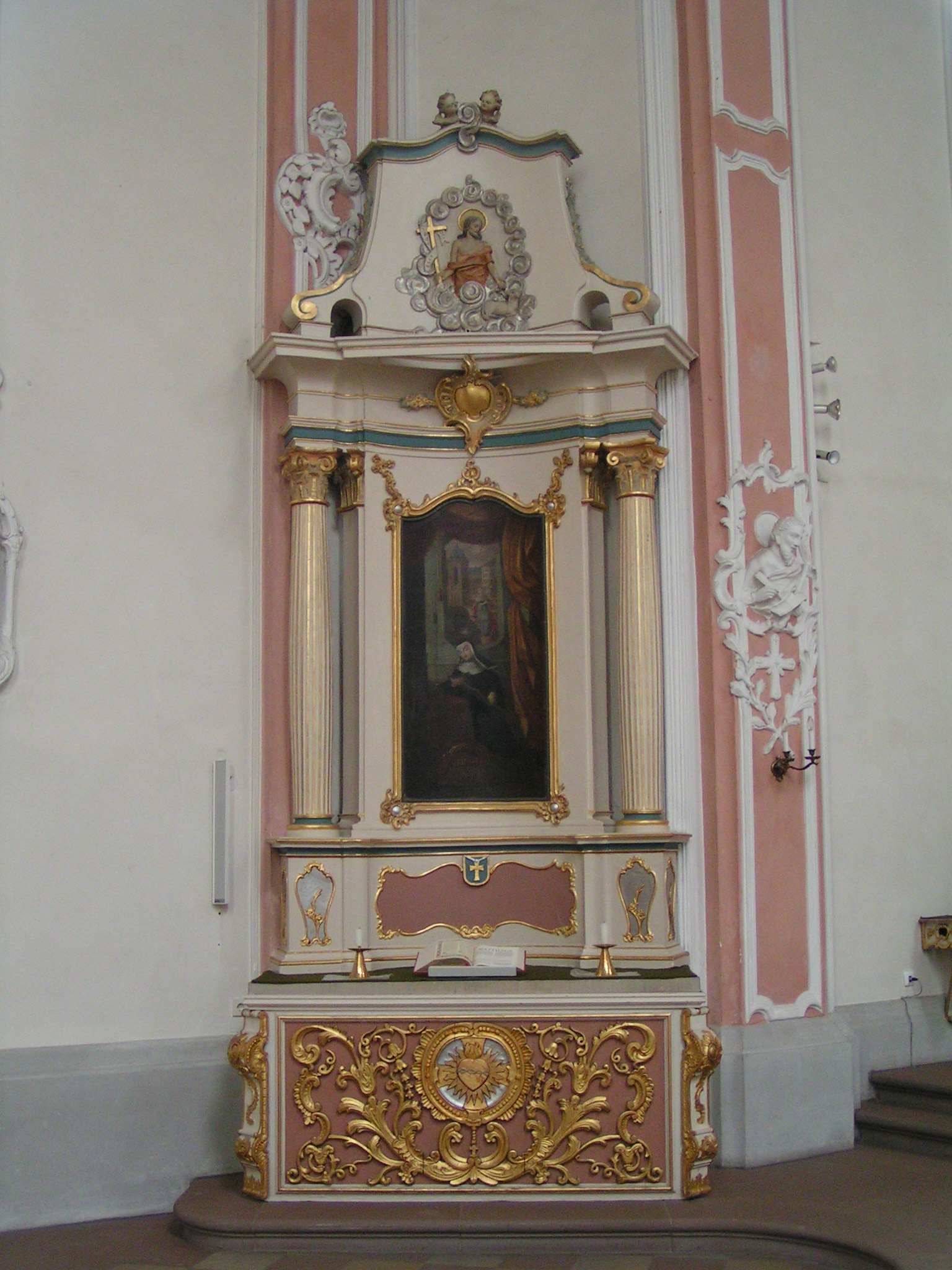
collégiale baroque, autel mineur de gauche, tableau de sainte Irmine.
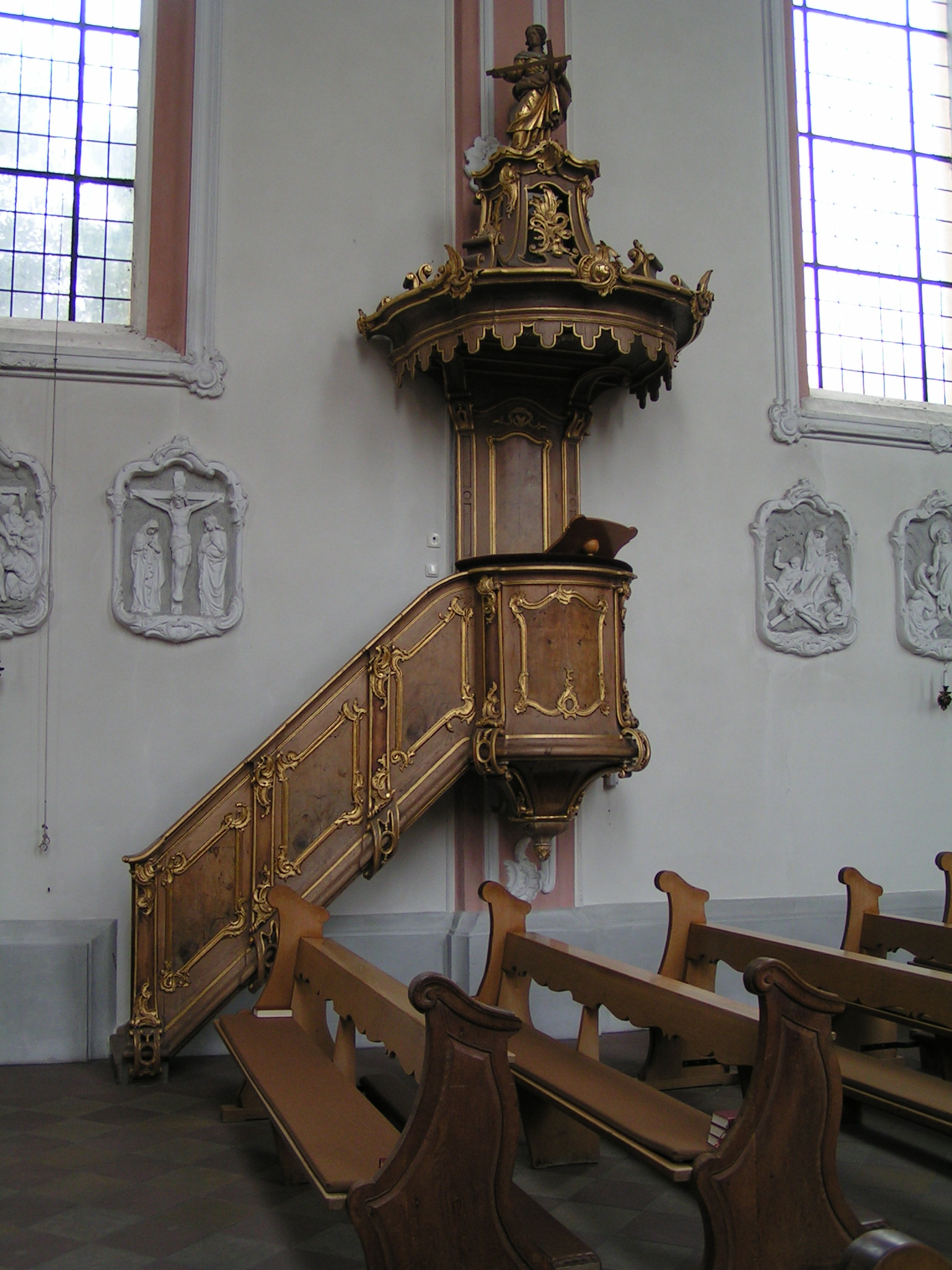
collégiale baroque, chaire sur le côté droit.
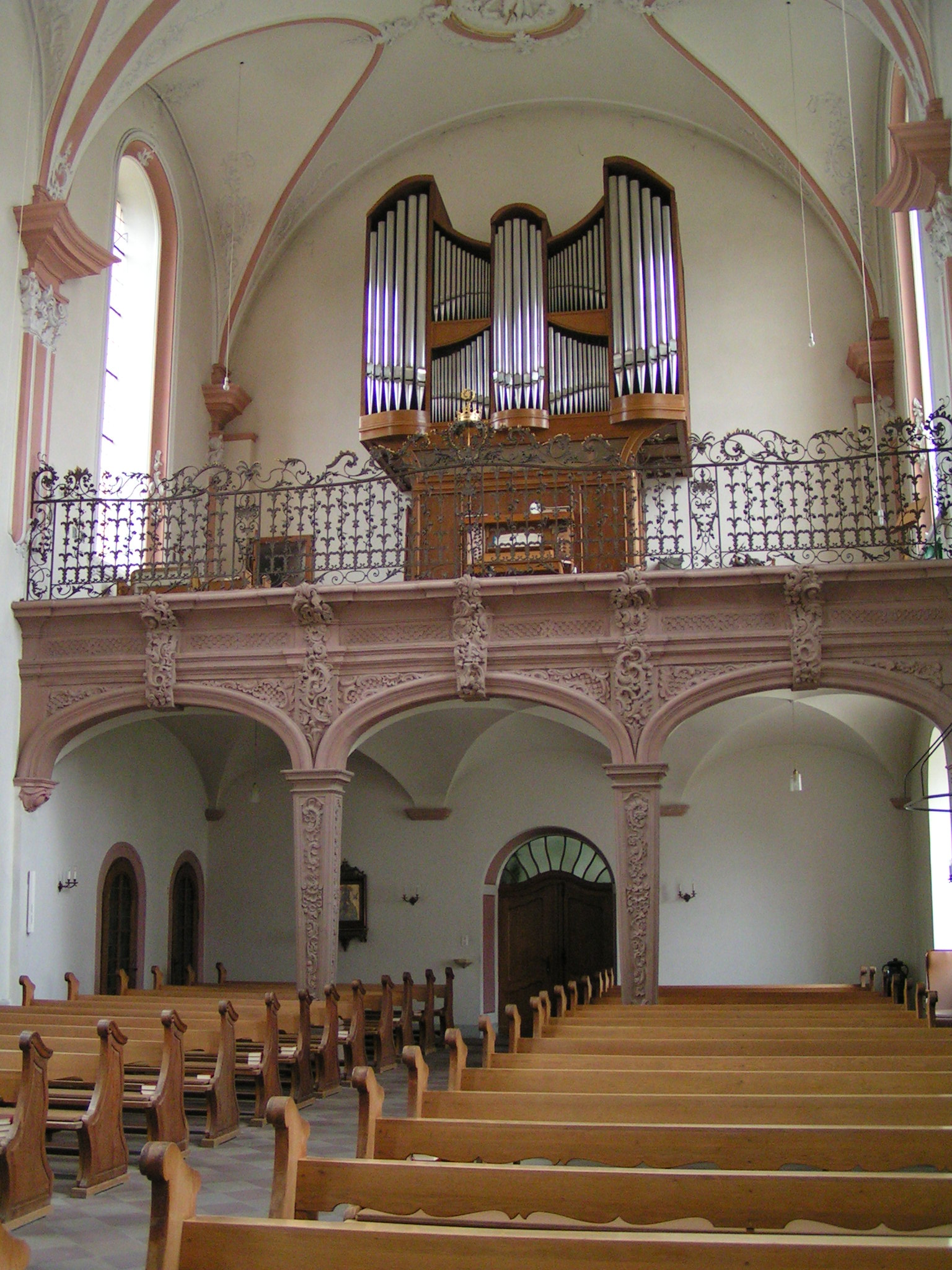
collégiale baroque, tribune et orgue.
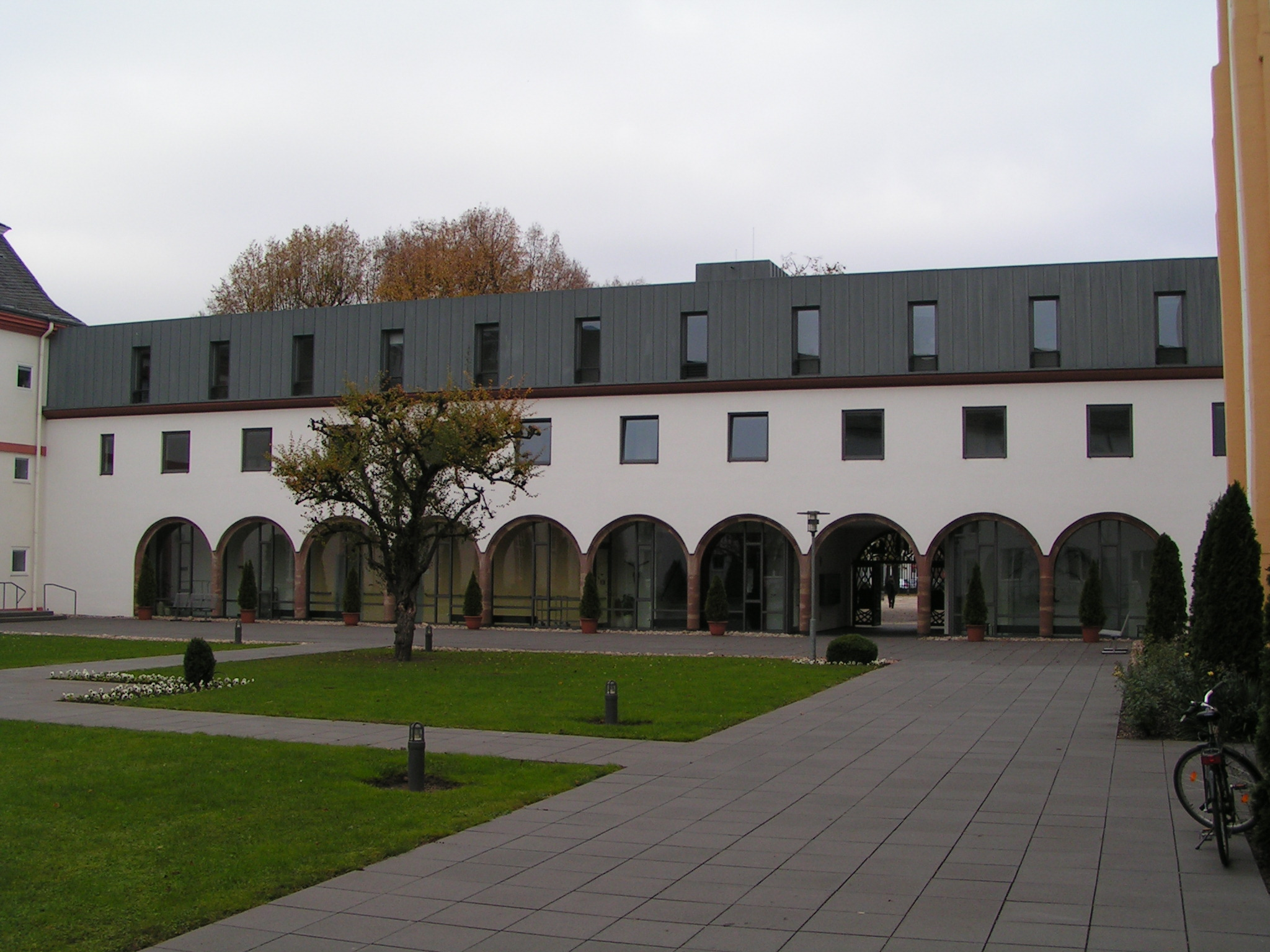
Cour centrale rénovée pour les Vereinigte Hospitien.
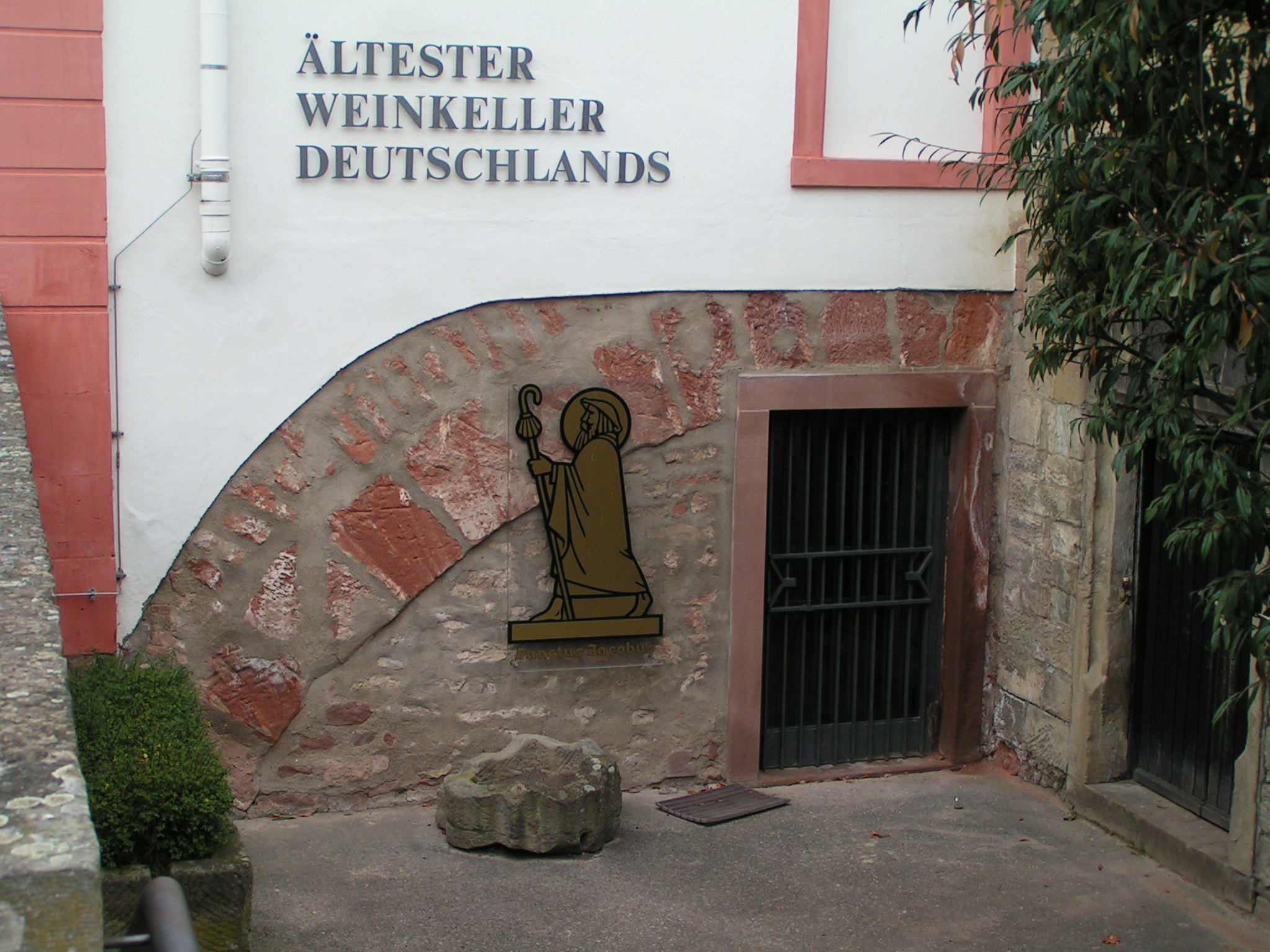
Caves de l'abbaye (la plus vieille cave à vin d'Allemagne).
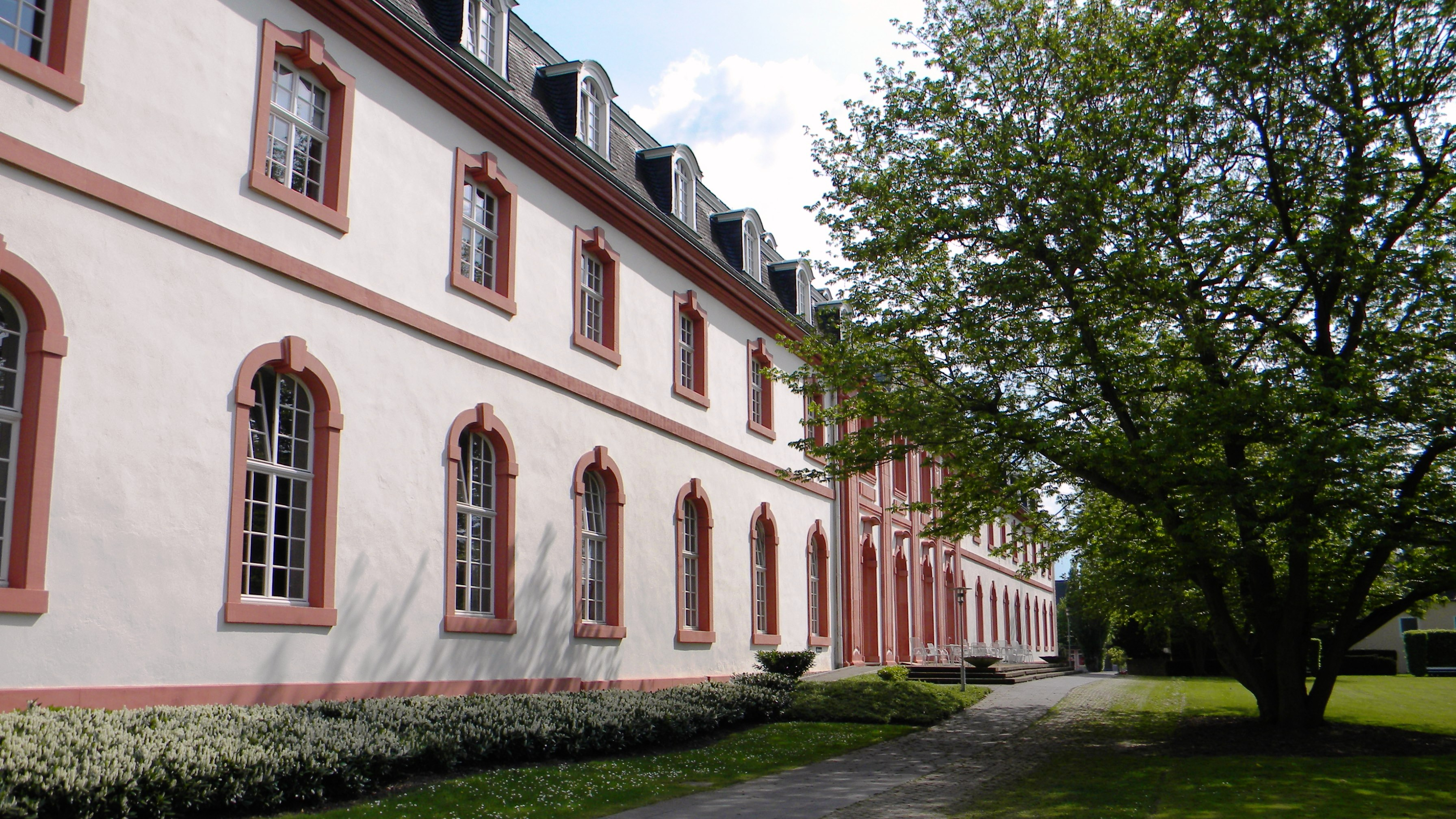
Façade de l'aile Ouest.
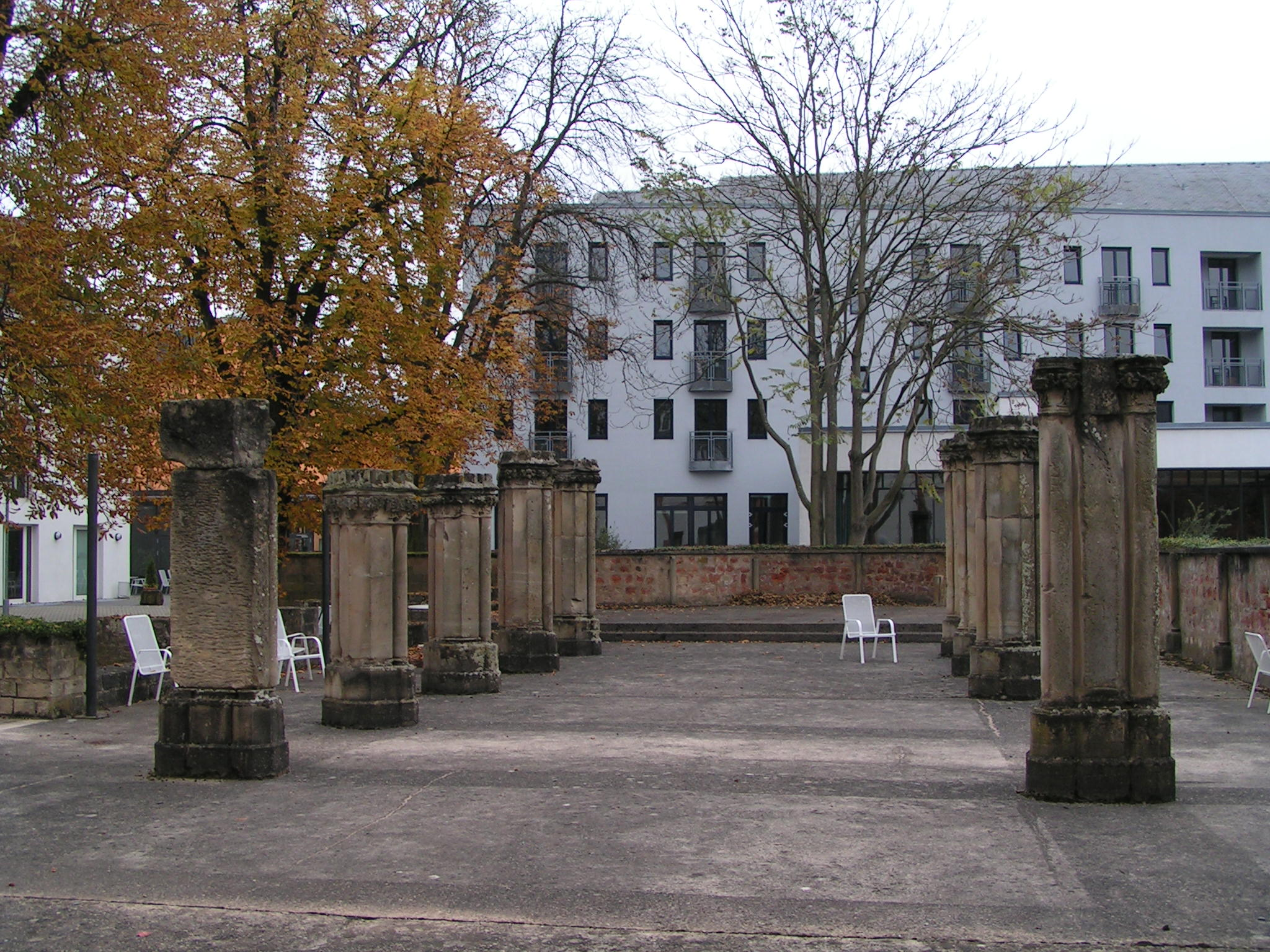
cour sud, piliers gothiques.
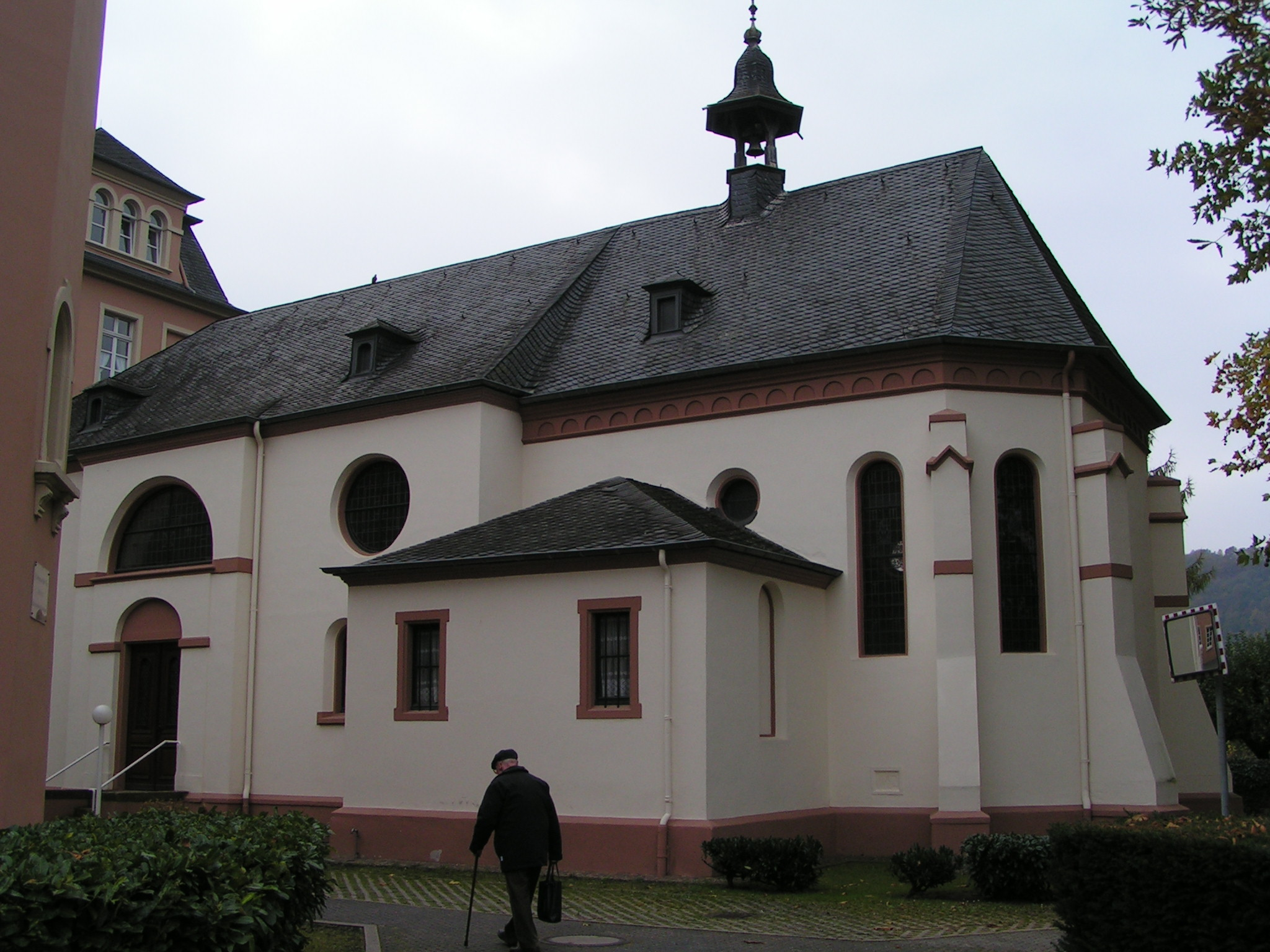
chapelle Helenenhauses.
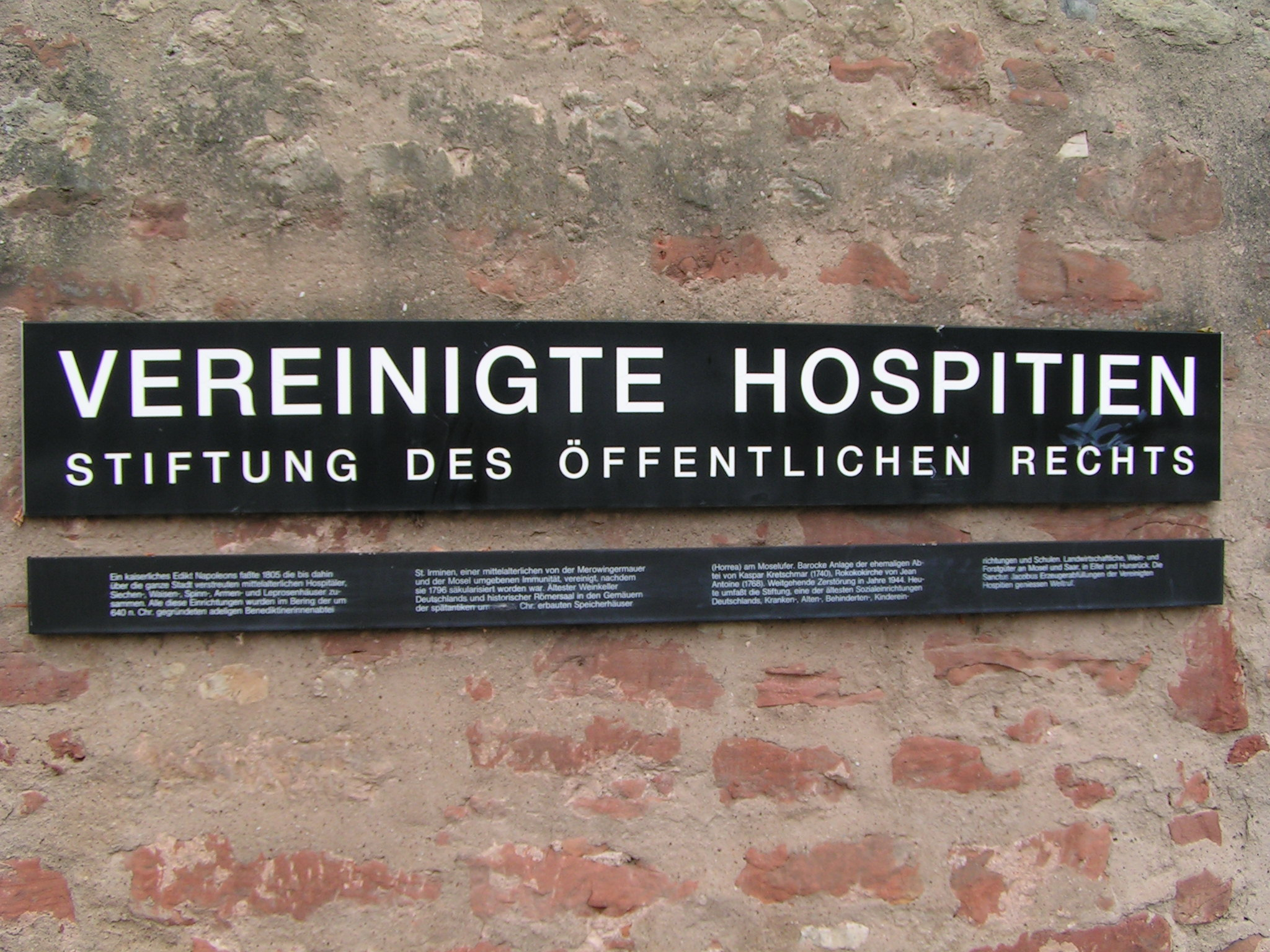
Enseigne des Vereinigte Hospitien et informations.
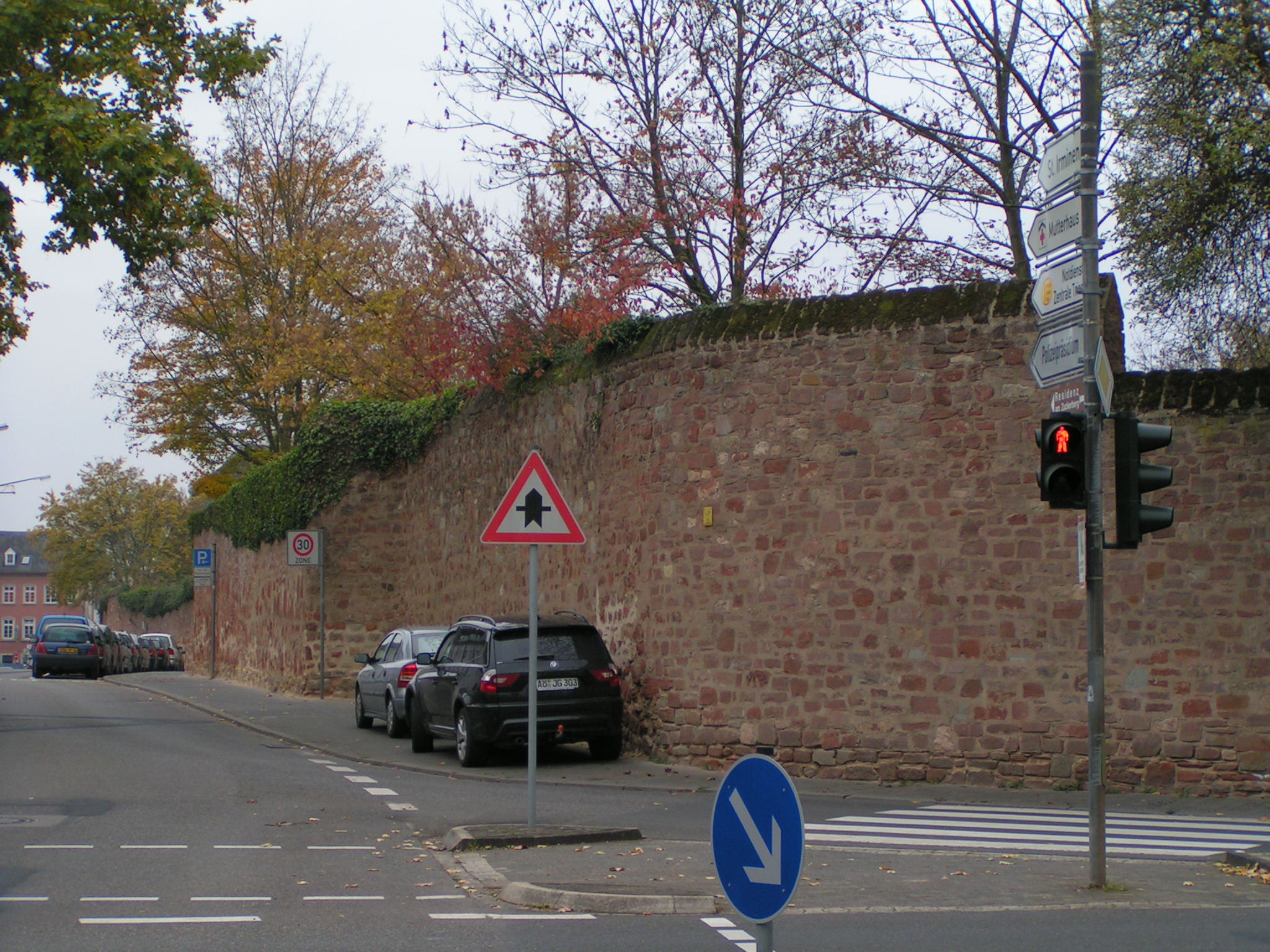
Mur d'enclos des Vereinigte Hospitien.